# Ribe
Ribe este cel mai vechi oraș din Danemarca.

## Monumente
- Catedrala din Ribe